# Paternosterbönssläktet
Paternosterbönssläktet (Abrus) är ett släkte av ärtväxter med 17 arter. De förekommer i tropiska och subtropiska områden.
Arterna är buskar eller halvbuskar, ofta klättrande. Bladen är parbladiga. Blomställningarna kommer i bladvecken och blommorna sitter i klasar. Fodret är trubbigt med mycket korta tänder, de två övre är delvis sammanväxta. Kölen är större än vingarna. Ståndarna är nio. Frukten är en balja med många frön.

## Arter
Enligt Catalogue of Life innehåller släktet följande 17 arter:
- Abrus aureus
- Abrus baladensis
- Abrus bottae
- Abrus canescens
- Abrus diversifoliatus
- Abrus fruticulosus
- Abrus gawenensis
- Abrus laevigatus
- Abrus longibracteatus
- Abrus madagascariensis
- Abrus parvifolius
- Abrus precatorius
- Abrus pulchellus
- Abrus sambiranensis
- Abrus schimperi
- Abrus somalensis
- Abrus wittei